# Courtney Halverson
Courtney Halverson (n. en California, 14 de junio de 1989) es una actriz estadounidense.

## Primeros años
Halverson nació en el Condado de Orange, California. Se graduó de la escuela secundaria a la edad de 15. 

## Carrera
Ha sido nominada dos veces para un Young Artist Award, la primera vez fue en 2006 por la película A Distant Shore y la segunda en 2007 por Sleepwalk. También actuó en las películas La venganza de Leprechaun (2012), The Hammer (2010) y Eliminar amigo (2014).

## Filmografía
Cine
- Rogues (2003)
- Hold the Rice (2004)
- Erosión (2005)
- The Phone Ranger (2005)
- A Distant Shore (2005)
- Apology (2006)
- Sleepwalk (2006)
- Freaky Faron (2006)
- Feedback (2007)
- Keith (2008)
- The Open Door (2008)
- Love Finds a Home (2009)
- Etienne! (2009)
- Godspeed (2009)
- The Hammer (2010)
- La venganza de Leprechaun (2012)
- Eliminar amigo (2014)
- Forever (2014)
- 1915 (2015)

Televisión
- Check This Kid Out (2005)
- Manual de supervivencia escolar de Ned (2005) - 1 episodio
- America's Most Wanted: America Fights Back (2007) - 1 episodio
- Rita Rocks (2008) - 1 episodio
- Gigantic (2008)
- Ghost Whisperer (2009) - 1 episodio
- Big Love (2009) - 2 episodios
- Death Valley (2011) - 5 episodios
- The Secret Life of the American Teenager (2013) - 1 episodio
- General Hospital (2013) - 2 episodios